# Liriomyza bessarabica
Liriomyza bessarabica este o specie de muște din genul Liriomyza, familia Agromyzidae, descrisă de Erich Martin Hering în anul 1941. Conform Catalogue of Life specia Liriomyza bessarabica nu are subspecii cunoscute.